# Syracusia
Die Syracusia oder Syrakosia (altgriechisch Συρακοσία) war ein Schiff, das im Auftrag von König Hieron II. von Syrakus um 240 v. Chr. von Archimedes entworfen und von Archias aus Korinth erbaut wurde. Sie zählt zu den größten Schiffen der Antike. Da angeblich alle damaligen Häfen, mit Ausnahme von Alexandria, zu klein waren, um das Schiff aufzunehmen, wurde es dem König Ptolemaios III. von Ägypten geschenkt und in Alexandria (oder Alexandris) umbenannt. Die Jungfernfahrt von Syrakus nach Alexandria blieb die einzige Fahrt der Syracusia. Man schätzt die Länge auf 55 m, die Breite auf 14 m und die Höhe auf 13 m.

## Die Syracusia in der Abhandlung des Moschion
Alle Informationen zur Konstruktion und Ausstattung der Syracusia stammen von Moschion, der eine äußerst detailreiche Beschreibung liefert. Allerdings ist der Bericht des Moschion nicht direkt überliefert, vielmehr wird er in den Werken des Athenaios zitiert. Die Identität dieses Moschion ist nicht gesichert, denn er wird nur bei Athenaios erwähnt, der von ihm lediglich als von einem „gewissen Moschion“ spricht.
Um sein Schiff zu bauen, holte Hieron Handwerker zusammen und setzte über alle Archias von Korinth als Bauleiter. Dem König lag das Gelingen so am Herzen, dass er selbst Tag für Tag zur Werft kam.
Für den Bau des Schiffes wurde Bauholz am Ätna geschlagen, in einer Menge, „die für 60 Vierruderer gereicht hätte“. Sonstiges Holz (für Dübel, Rippen und Spanten), Flachs, Hanf und Pech wurde von den „verschiedensten Gegenden“ aus ganz Europa besorgt.
Sobald das Schiff (im Rohbau) fertig war, wurde das Holz mit Bleiplatten beschlagen, unter denen pechgetränkte Leinwand lag. Wegen des enormen Gewichts des Schiffes erwies sich der Stapellauf als außerordentlich schwierig, weswegen sich unter den Beteiligten ein heftiger Disput über die richtige Methode entspann. Schließlich gelang es Archimedes unter Zuhilfenahme eines von ihm entwickelten Seilzugs und mit wenigen Männern das Schiff ins Wasser zu bringen. Danach erfolgte der weitere Innenausbau.
Die Beschreibung, die Moschion über den Innenausbau und die Ausstattung liefert, lässt an ein Luxusschiff denken. Neben den Räumen für die Mannschaft, waren Kabinen für Offiziere und Passagiere vorgesehen („alle diese Räume hatten einen Mosaikboden aus vielfältigen Steinen, in dem die ganze Geschichte der Ilias mit erstaunlicher Kunst dargestellt war“). Es gab Tempel, Bibliothek, Sportraum, Baderaum und Promenaden mit „Lauben von weißem Efeu und Weinranken“, die „durch verborgene bleierne Wasserleitungen bewässert“ wurden. Selbst ein Meerwasser-Fischbecken war an Bord.
Das Schiff hatte drei Masten und war ausgelegt für 20 Ruderbänke. Es besaß 8 Türme, die vorwiegend der Verteidigung dienten. Jeder war besetzt mit 4 Schwerbewaffneten und zwei Bogenschützen. Außer der festen Besatzung gab es weitere sechshundert Mann, die am Bug für besondere Einsätze bereitstanden.
Laut Moschion konnte das Schiff 60.000 Sack Getreide, 10.000 Krüge sizilischen Salzfisch, dazu 20.000 Talente Wolle und 20.000 Talente sonstige Fracht fassen. Hinzu kam die Verpflegung für die Mannschaft. Welche Einheiten – ob Medimnae, Modii oder alexandrinische Maße – diesen Angaben zugrunde lagen, ist nicht bekannt.
Moschion erwähnt auch den Einsatz einer speziellen Schraube, „eine Erfindung des Archimedes“, mit der das angesammelte Sickerwasser im Rumpf selbst bei großer Tiefe von einem einzigen Mann ausgepumpt werden konnte. Im Anschluss überliefert Moschion noch ein Epigramm, das ein sonst unbekannter Dichter namens Archimelos verfasst hat. Als Anerkennung habe Archimelos 1.000 Medimnoi Getreide geschenkt bekommen, die Hieron auf eigene Kosten zum Piräus, dem Hafen Athens, geschickt habe. In dem Epigramm preist der Dichter die Größe des Schiffes, das es mit dem Ätna aufnehmen könne und dessen Topmast die Sterne berühren würde. Er feiert die Lieferung von Getreide, die Hieron als Geschenk für die griechischen Inseln geliefert habe.

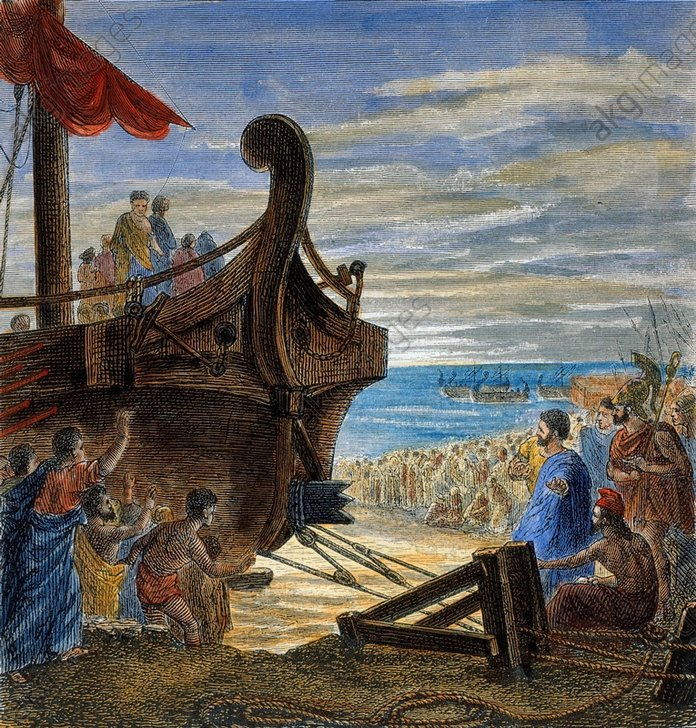
Archimedes benutzt einen Seilzug um die Syracusia ins Wasser zu ziehen
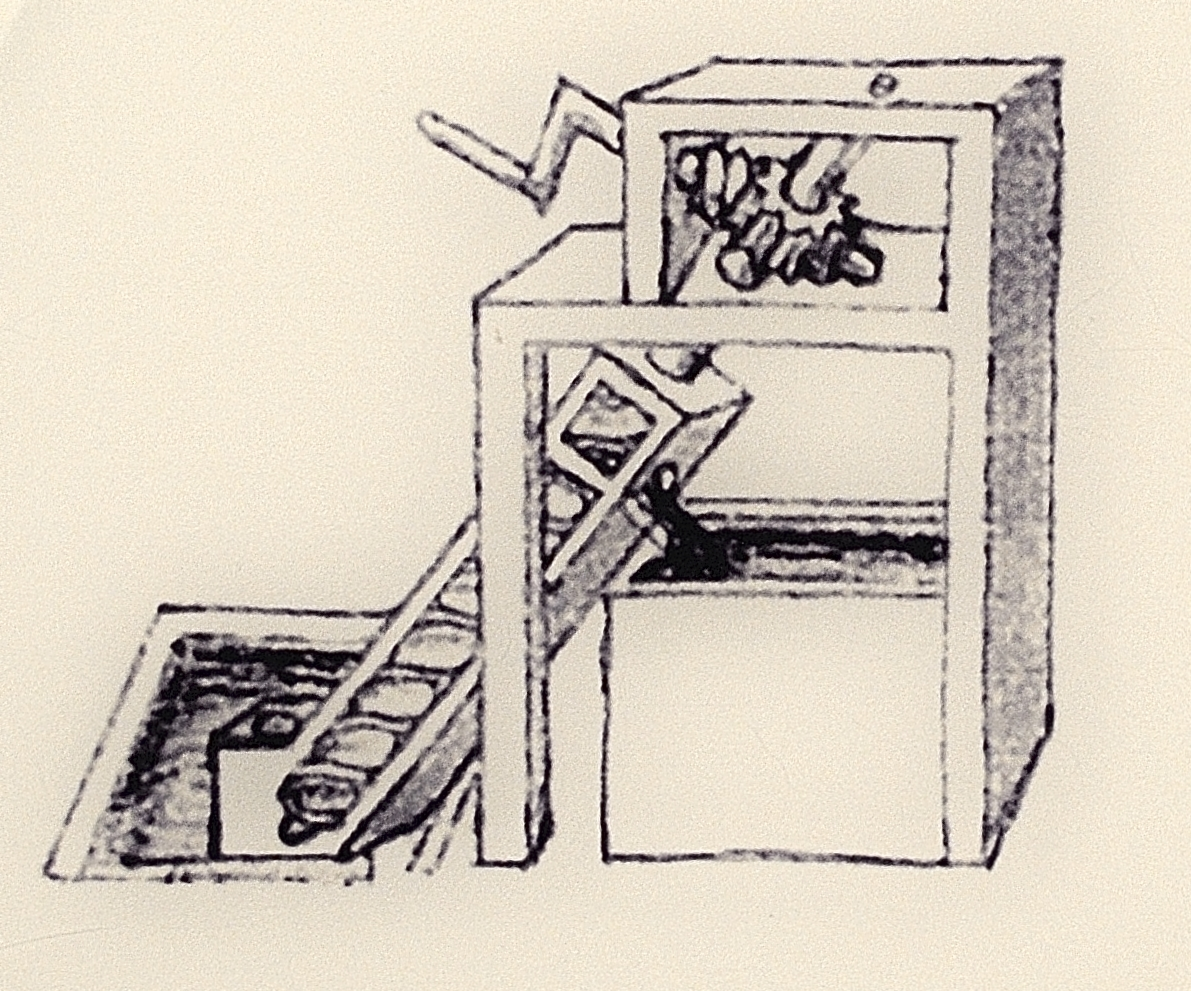
Beispiel einer archimedischen Schraube
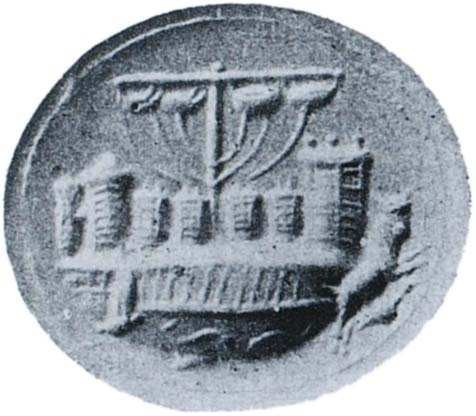
Schiff mit acht Türmen auf einem gravierten Schmuckstein, 1. Jhdt. v. Chr. – 1. Jhdt. n. Chr.

## Interpretation
Da weder das Schiff noch der Gewährsmann Moschion oder der Dichter Archimelos außer bei Athenaios Erwähnung fanden, wurde die Glaubwürdigkeit der Überlieferung bezweifelt, die Schiffsbeschreibung als Märchen abgetan. Als Indiz galt die Mitteilung, dass es dank der Erfindung des Archimedes einem einzigen Mann möglich gewesen sei, die mächtige Bilge des Schiffes auszupumpen. Zudem berichtet Plutarch von einem Dreimaster, den Archimedes mittels eines Flaschenzugs für Hieron II. zu Wasser gelassen habe. Auf eine besondere Größe oder Stellung des Schiffes weist er in diesem Zusammenhang jedoch nicht hin. Der die Anekdote ebenfalls aufgreifende Proklos überliefert im 5. Jahrhundert in seinem Kommentar zu Euklid, dass alle Syrakusaner zusammen nicht in der Lage waren, das für Ptolemaios von Ägypten bestimmte, dreimastige Schiff ins Meer zu setzen. Bei Johannes Tzetzes schließlich, der im 12. Jahrhundert sein Buch der Geschichten verfasste, vollbrachte Archimedes die Tat bei einer Beladung des Schiffes mit 600.000 Medimnoi.
Der Detailreichtum der Schilderung wird zumeist jedoch als Beleg für ihre Richtigkeit gewertet. Laut Lionel Casson war die Syracusia das größte Schiff der Antike, sicher jedoch des Hellenismus. Ihre Tragfähigkeit wird meist im Bereich von 1700 bis 1900 t angenommen. Doch schwanken die Schätzungen und reichen bis über 3.650 t. Die von Moschion genannten Materialien für den Schiffsbau, insbesondere Hanf und Flachs von der iberischen Halbinsel sowie das Pech von der Rhone, konnten erst nach dem Ende des Ersten Punischen Krieges im Jahr 241 v. Chr. beschafft werden. Mit dem Bau kann daher frühestens 240 v. Chr. begonnen worden sein.